# Appuntamento a Belleville
Appuntamento a Belleville (Les Triplettes de Belleville) è un film d'animazione del 2003 di produzione franco-belga-canadese, scritto e diretto da Sylvain Chomet, presentato fuori concorso al 56º Festival di Cannes. Il film ha avuto un buon successo, anche di critica, per il suo stile originale "vecchio stampo". Nonostante la presenza di alcuni dialoghi, la maggior parte della storia è raccontata tramite pantomima.
Il film venne candidato agli Oscar come Miglior film d'animazione e come Miglior canzone originale (per la canzone Belleville Rendez-vous).

## Trama
In una casa di campagna in Francia Madame Souza, una signora di mezza età, educa ed alleva da sola il malinconico nipote Champion. Una sera i due guardano la TV e assistono ad uno spettacolo delle Triplettes (Violette, Blanche e Rose, i cui nomi richiamano i colori della bandiera francese), un trio di cantanti degli anni quaranta, nella parodia di uno spettacolo dei loro tempi d'oro, assieme agli allora celebri Django Reinhardt, Joséphine Baker e Fred Astaire. Il programma si interrompe e viene quindi trasmesso un giovane Glenn Gould che suona il pianoforte. Madame Souza nota l'interesse del nipote e tira fuori un vecchio pianoforte per convincere il giovane Champion ad intraprendere la strada della musica, ma lui non mostra interesse. Ella quindi gli dona il cagnolino Bruno, poi, dopo aver scoperto sotto il letto del nipote un quaderno nel quale egli ha incollato tante foto di ciclisti ritagliate dai giornali, un triciclo. Solo questo sembra motivare Champion, che, negli anni, si appassiona al ciclismo allenandosi costantemente. Nel frattempo la loro casa viene inglobata nella città e viene costruito un ponte ferroviario proprio davanti alla finestra di camera di Champion.
Anni dopo Champion si è guadagnato la partecipazione al Tour de France. Durante la gara, Champion viene adescato assieme ad altri due concorrenti, portato al porto di Marsiglia (luogo di arrivo della gara) e viene caricato su una nave che li porta oltremare, nella immaginaria città di Belleville (questa è rappresentata come un incrocio tra Parigi, Montréal e New York e gli abitanti stessi appaiono stereotipi caricaturali degli americani degli anni sessanta). Madame Souza insegue i rapitori assieme al cane Bruno con un pedalò a noleggio e giunge infine nella città determinata a ritrovare il nipote. A Belleville s'imbatte nelle Triplettes, oggi invecchiate e decrepite ed alquanto eccentriche, ma ancora attive. Decidono di ospitare madame Souza nel loro appartamento e mangiano uno stufato di rane pescate da Blanche con l'aiuto di una granata. Durante uno spettacolo tenuto dal trio in un locale notturno della città, entra il boss della malavita francese (proprietario del pub) e madame Souza si rende conto, leggendo un articolo di giornale, che Champion è stato rapito da una banda di gangster, intenzionata a sfruttarlo in un giro di scommesse clandestine. Con l'aiuto delle cantanti, studia un piano per sventare il losco giro e salvare i ciclisti. Il giorno seguente infatti pedina un tecnico che sta mettendo a punto il macchinario su cui dovranno pedalare i ciclisti che dovrà  simulare una gara ciclistica. Dopo che Souza gli ha rubato effetti personali mentre questo era dal barbiere, riesce assieme alle Triplette a penetrare nel teatro abbandonato dove si stanno svolgendo le scommesse clandestine e a sabotare il macchinario sfruttando la tuta e gli effetti personali del tecnico. I malavitosi tuttavia li scoprono e Souza riesce a staccare da terra il macchinario e a far si che questo si sposti pedalando. Fuggono quindi tutti con l'intero macchinario, spinto da solo due dei ciclisti e una delle "Triplette", in quanto il terzo ciclista è stato precedentemente ucciso. I malavitosi li inseguono per la città ma, dopo una serie di avventure, riescono a seminarli e possono, finalmente, lasciare la città.

## Influenze e citazioni
- Chomet ammette l'influenza delle sit-com. Ci sono inoltre riferimenti ai film Giorno di festa e Le vacanze del signor Hulot del regista francese Jacques Tati, con i quali la correlazione è piuttosto evidente, dato che anche Tati combina la pantomima con gli effetti sonori. Inoltre in una scena del film l'opera di Tati è esplicitamente citata: le Triplettes guardano Giorno di festa accomodate nel proprio letto nel periodo in cui ospitano madame Souza.
- I veicoli Citroën hanno influenzato il design delle auto del film: le auto dei gangster somigliano a Citroën 2CV allungate, e il furgoncino che Madame Souza usa per assister Champion al Tour de France è indubbiamente un Citroën HY.
- Champion è chiaramente raffigurato come caricatura di Fausto Coppi. Anche il vincitore del Tour de France sembrerebbe la caricatura di Eddy Merckx.
- L'autista del furgone, che si vede poi cambiare lo pneumatico bucato, è chiaramente la caricatura di Bernard Blier.
- Durante una delle scene della premiazione del Tour de France, Chomet inserisce come comparsa il protagonista del suo primo corto d'animazione La vieille dame et les pigeons.
- La colonna sonora del film è ispirata alle musiche degli anni venti e include personaggi come Django Reinhardt, Joséphine Baker e Fred Astaire che suonano insieme alle Triplettes. Mozart presta il Kyrie eleison dalla sua Messa in Do minore, mentre Bach presta invece il suo Preludio n°2 dal clavicembalo ben temperato (suonato da Glenn Gould) durante la scena della bicicletta. Glenn Gould è anche caricaturato nel film in una delle scene iniziali: Champion bambino lo vede in televisione e rimane affascinato dalle sue mani che si muovono sulla tastiera (la nonna proverà invano a proporgli la strada della musica, rispolverando un suo vecchio pianoforte).
- La sequenza iniziale può essere considerata un omaggio a Walt Disney. In generale per lo stile dei disegni-caricature (alcuni personaggi indossano i caratteristici guanti bianchi e hanno tutti solo quattro dita, come Mickey Mouse, il quale è inoltre ricordato dalle fattezze dell'omino-ingegnere-meccanico che olia le biciclette) e più in particolare per le scarpe da ballo che indossa Fred Astaire. Queste, nel momento in cui "prendono vita" e cominciano a divorare il proprio "padrone", ricordano le scarpe animate che vengono bruciate nella salamoia in Chi ha incastrato Roger Rabbit (1988) di Robert Zemeckis.
- Durante la cena a casa le Triplettes offrono da mangiare a Madame Souza per rifocillarla, dandole una cena di rane che non le piace, ma poi - assaggiando i vari piatti - la donna apprezza la cucina particolare delle Triplettes, cosa già accaduta nel film Disney Il re leone, quando Timon e Pumbaa danno da mangiare a Simba degli insetti per rifocillarlo, durante la canzone Hakuna Matata.
- Appuntamento a Belleville viene citato dell'episodio 14 della 22ª stagione dei I Simpson, durante la premiazione del Golden Globe.

## Premi e riconoscimenti
- 2004 - Oscar
  - Candidatura al miglior film d'animazione
  - Candidatura alla miglior canzone originale (Benoit Charest e Sylvain Chomet, Belleville Rendez-vous, cantata e scritta da Matthieu Chédid nella versione originale)
- Mostra del Nuovo Cinema di Pesaro 2003: Premio del Pubblico
- Premi César 2004: miglior musica
- Premi Lumière 2004: miglior film